# Новосельское (Краснодарский край)
Новосельское (ранее Бароновский) — село в Новокубанском районе Краснодарского края. Входит в состав Новосельского сельского поселения.

## География
Расположен в восточной части региона.
Климат
характеризуется засушливым климатом Среднегодовое количество осадков составляет 551 мм. Наибольшее количество осадков выпадает в теплый период (апрель-сентябрь) — 340 мм, наименьшая — в холодный период — 211 мм. В летний период осадки в виде ливней, которым предшествует длительный период знойной засушливой погоды. Зима коротка и мягкая, но в отдельные годы может быть суровой с длительным морозным периодом. Лето знойное и длительное. Весной и летом восточные и юго-западные ветры носят характер суховеев.
Уличная сеть
- пер. Ленина,
- пер. Энгельса,
- ул. Гагарина,
- ул. Кирова,
- ул. Ленина,
- ул. Ф. Энгельса.

## Названия села в разные годы
- Барановский,
- Бароновка,
- Бароновский,
- Бороновка
- Новосельское[4].

В 1966 г. хутор Бароновский переименован в село Новосельское.

## История

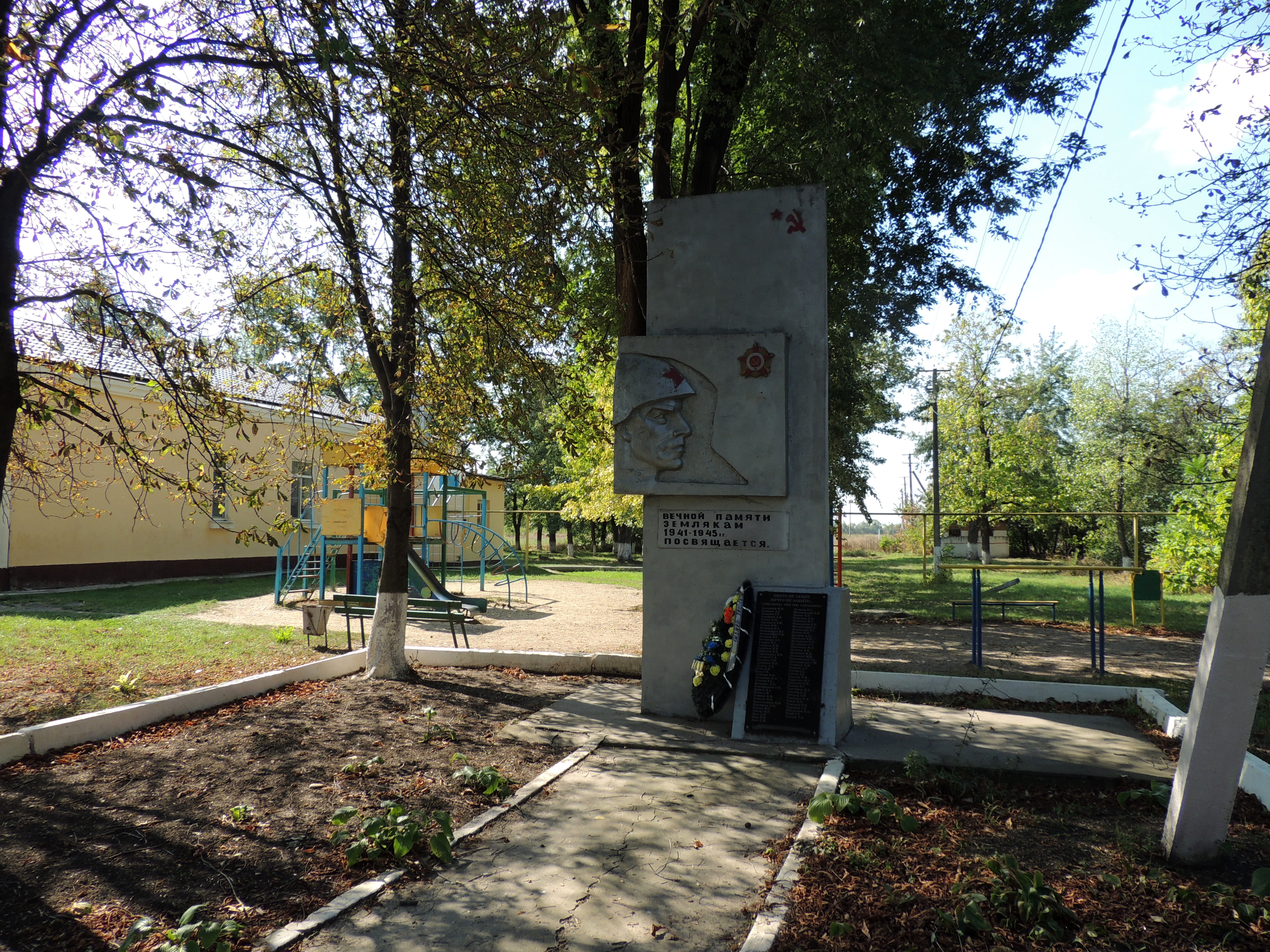
Обелиск землякам, погибшим в годы Великой Отечественной войны 1941—1945 гг. Возведен за счет средств местных жителей в 1980-х гг.

Хутор Бароновский основан в 1900 г. переселенцами из Запорожья, Воронежской и Черниговской губерний, на землях принадлежавших братьям Бароновым (откуда и название). В 1921 году в хуторе была организована артель по совместной обработке земли. В 1928 году артель преобразовалась в коммуну, которая в 1929 год преобразована в колхоз «Заветы Ильича». В 1948 году хутор становится центром Бароновского сельсовета.

## Население
| 2002 | 2010  |
| ---- | ----- |
| 1318 | ↘1276 |

## Инфраструктура
Школа.

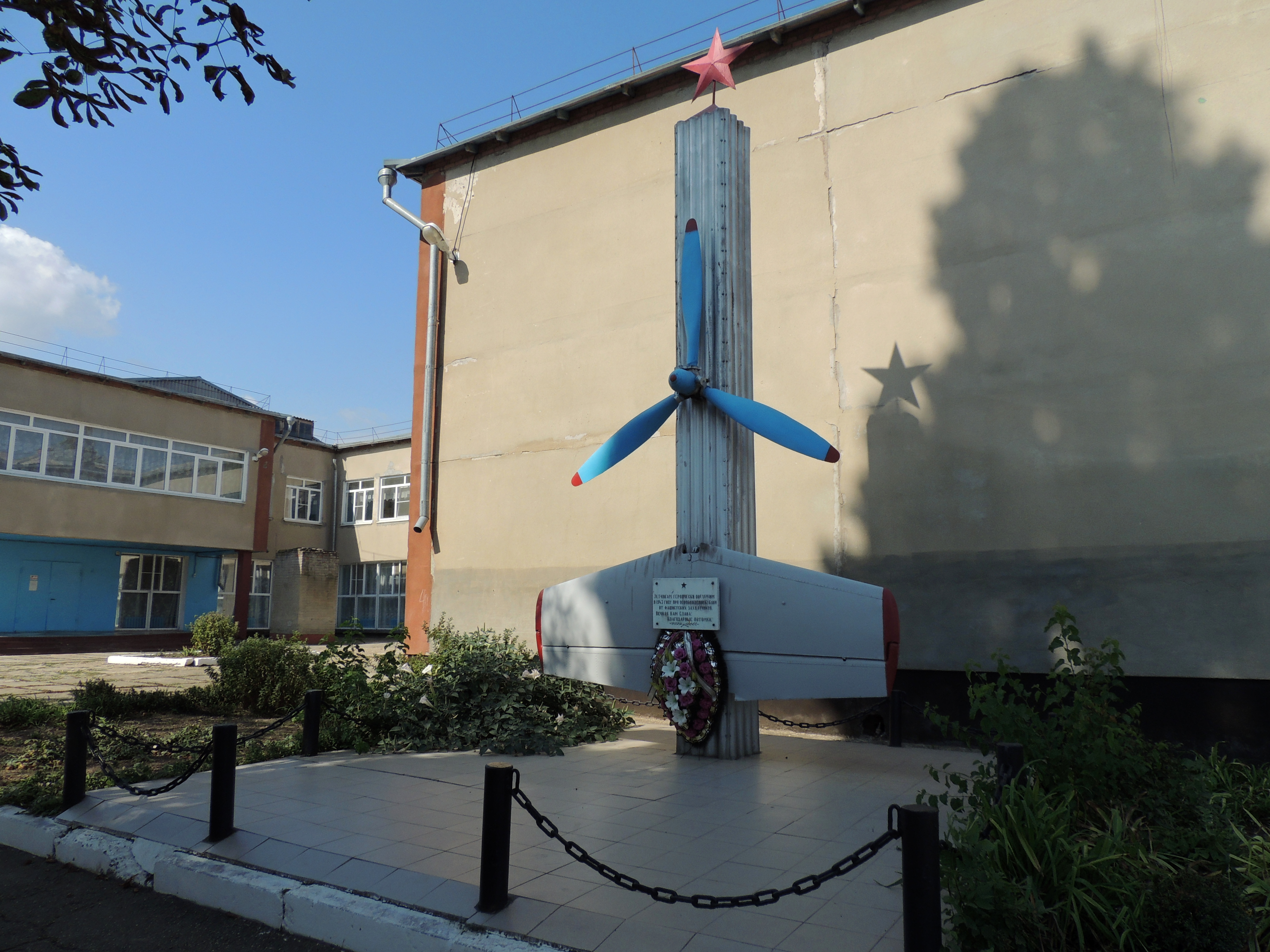
Памятник летчикам, героически погибшим в 1943 году при освобождении Кубани. Установлен на территории средней школы № 21 (в настоящее время № 12).

Обелиск землякам, погибшим в годы Великой Отечественной войны 1941—1945 гг. Памятник летчикам, героически погибшим в 1943 году при освобождении Кубани.

## Транспорт
Доступен автотранспортом.